# 진주 박씨
진주 박씨(晋州 朴氏)는 경상남도 진주시를 본관으로 하는 한국의 성씨이다. 시조는 진주군(晋州君)에 봉해진 박화규(朴華奎)이다.

## 참고 자료
- “진주 박씨(晋州 朴氏)”. 뿌리를 찾아서.[깨진 링크(과거 내용 찾기)]